# Ornitofilia

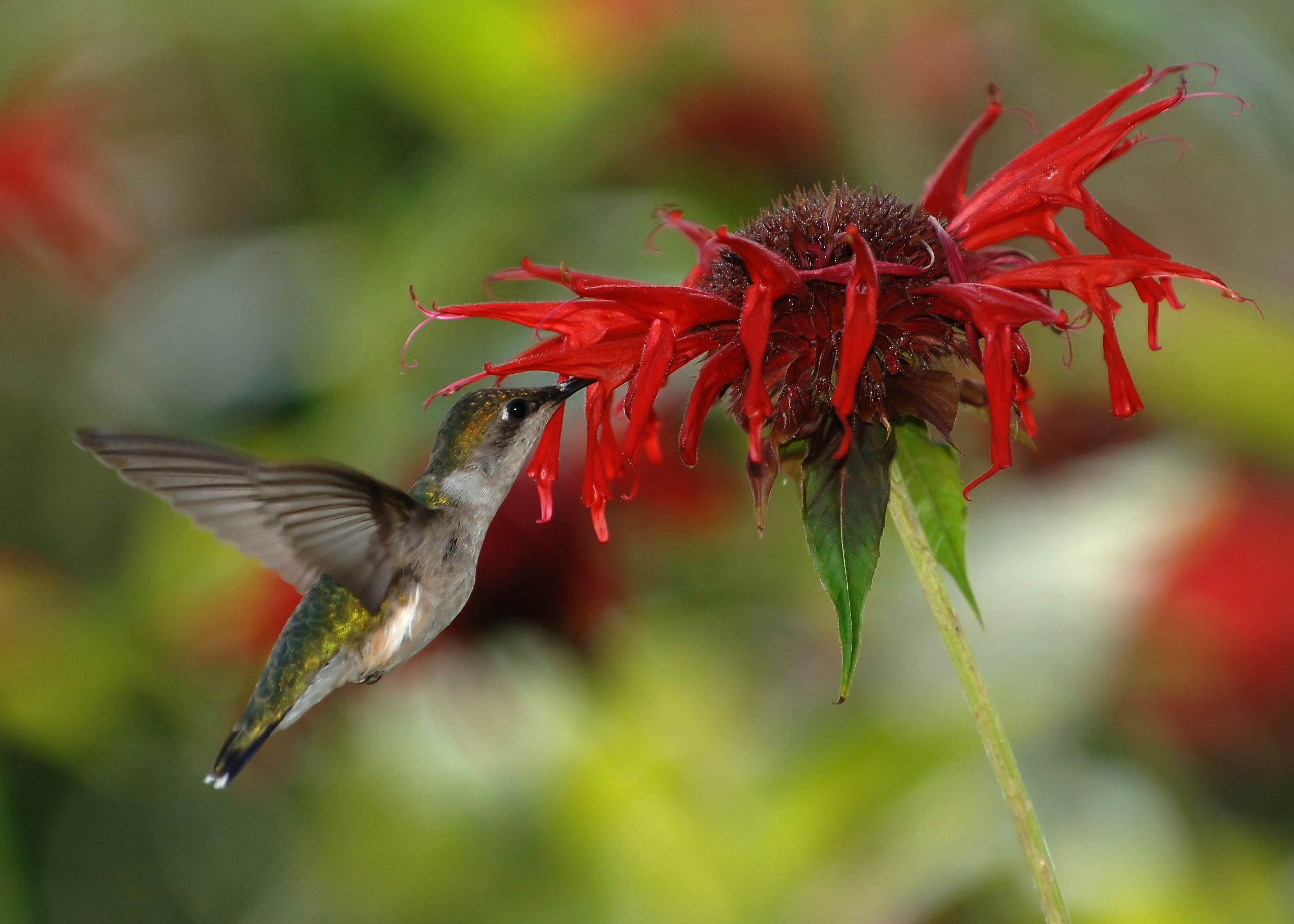
Un ejemplar de colibrí gorgirrubí (Archilochus colubris) alimentándose de una inflorescencia de Monarda didyma.

La ornitofilia es la polinización de las flores por parte de las aves. Esta asociación coevolutiva es similar a la entomofilia (polinización por insectos) y está particularmente bien desarrollada en algunas partes del mundo, en especial en los trópicos y en algunas cadenas de islas. La asociación lleva consigo numerosas y distintivas adaptaciones en las plantas, formando un síndrome floral. Las plantas involucradas en la ornitofilia tienen coloridas flores, a menudo rojas; con largas estructuras tubulares que contienen bastante néctar; y el estigma y los estambres tienen una orientación que asegura el contacto con el polinizador. Las aves tienden a ser nectarívoras especialistas; con lenguas pelosas; largos picos; y capaces de cernirse en el aire o suficientemente ligeros como para poder posarse sobre las estructuras de las flores.

## Adaptaciones de las plantas

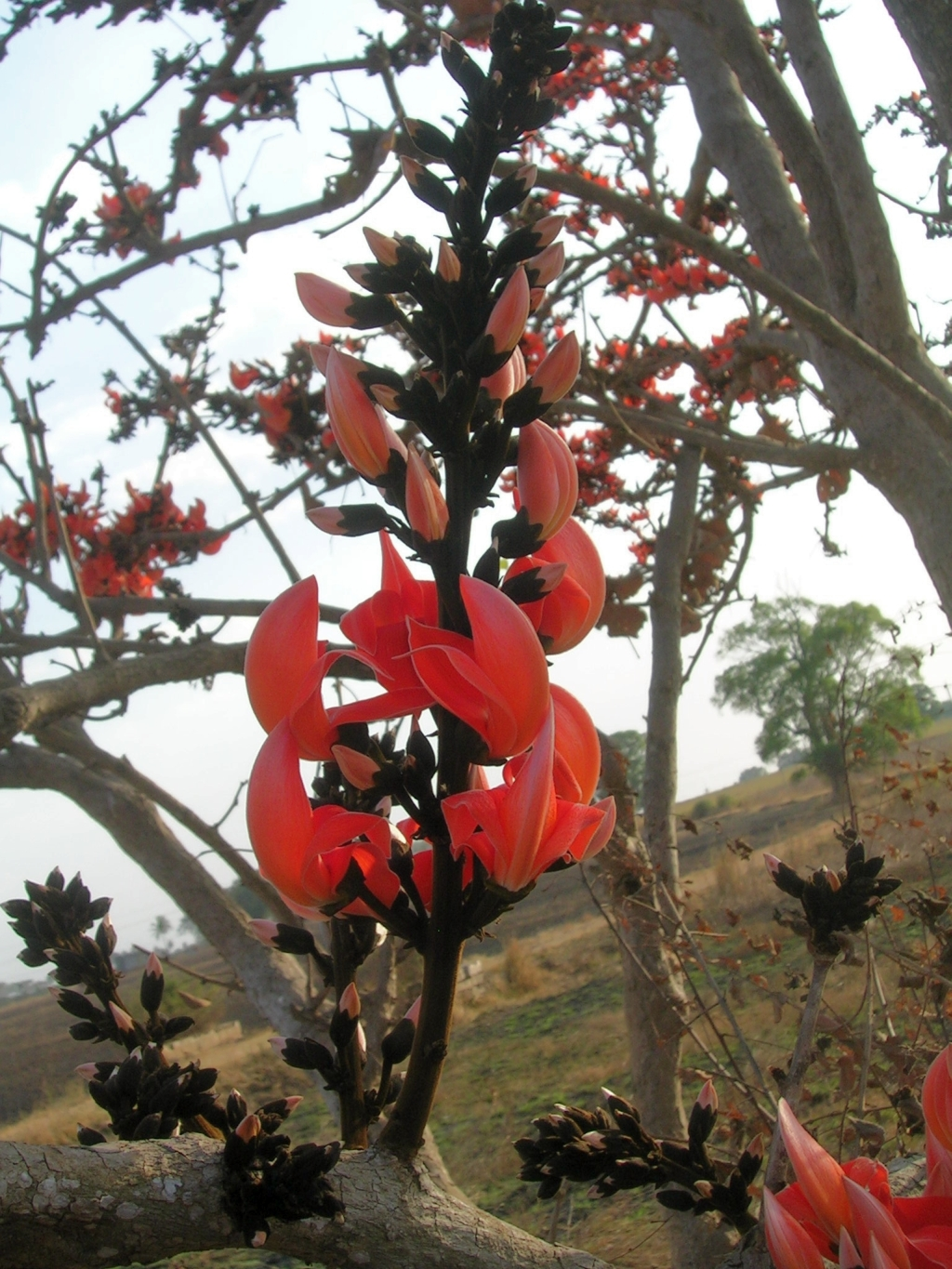
Las inflorescencias de Butea permiten a las aves posarse en su tallo.

Se considera que el ser polinizadas por aves es una estrategia costosa para las plantas, y solo ocurre donde hay beneficios particulares para la planta, como por ejemplo los ecosistemas de alta montaña, donde no hay insectos polinizadores; o aquellos en regiones áridas o islas aisladas.
Las adaptaciones de las plantas pueden ser agrupadas en mecanismos que atraen a las aves, los que excluyen a los insectos, los que protegen frente al robo de néctar, y los mecanismos de polinización en sentido estricto.
La mayor parte de las flores polinizadas por aves son rojas y tienen una gran cantidad de néctar. También por lo general carecen de perfume. Las flores con polinizadores generalistas tienden a tener un néctar diluido, pero las que tienen polinizadores especializados, como los colibrís o suimangas tienen un néctar más concentrado. La composición de los azúcares del néctar en las flores ornitófilas varía respecto a las que siguen otras estrategias; en las primeras las hexosas son altas, mientras que en las polinizadas por insectos son las sacarosas las mayoritarias. Muchas plantas de la familia Loranthaceae tienen flores "explosivas" que rocían de polen a las aves que se alimentan cerca de ellas. Están asociadas principalmente con las aves de la familia Dicaeidae. En Australia, algunas especies del género Banksia tienen flores que se abren en respuesta a las acciones del ave, reduciendo de ese modo las pérdidas de polen. Hasta 129 especies de plantas norteamericanas llevan a cabo asociaciones ornitófilas. Cerca de una cuarta parte de las 900 especies del género Salvia son polinizadas por aves.
Babiana ringens es una especie de planta, tiene unas inflorescencias con un tallo muy fuerte que sirve de posadero a la suimanga malaquita (Nectarinia famosa) cuando visita la flor. Las plantas del género Heliconia tienen zarcillos pegajosos que ayudan a la adhesión del polen a las estructuras blandas como el pico de las especies de Trochilidae. Algunas orquídeas africanas del género Disa tienen polinias que se enganchan a los pies de las suimangas que las visitan.

## Adaptaciones de las aves

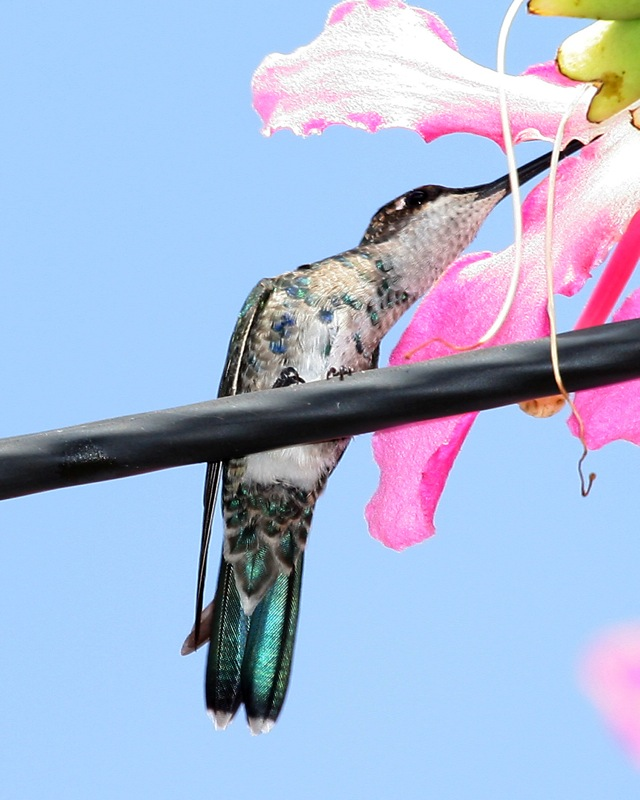
Un colibrí de Barbijo (Heliomaster furcifer) libando de una inflorescencia posado en un cable.

Las principales familias de aves especializadas en alimentarse de néctar son los colibríes Trochilidae, suimangas (Nectariniidae) y melífagos (Meliphagidae). También se encuentran algunos grupos de especies en otras familias como en Icteridae, Thraupidae, Drepanidinae, Zosteropidae y Promeropidae. Las aves pueden obtener néctar ya sea perchándose en la planta, o cerniéndose; esta última práctica es más común entre colibrís, ermitaños y suimangas. Entre los colibrís, los no ermitaños son territoriales y defienden sus zonas de alimentación, mientras que los colibrís ermitaños recorren grandes distancias al interior del bosque para encontrar su alimento.
Los colibrís tienen la habilidad de digerir la sacarosa, a diferencia de la mayor parte de los paseriformes que prefieren las hexosas (fructosa y glucosa). Los estorninos evitan por completo la sacarosa. Las aves nectarívoras tienen por lo general un mecanismo para excretar rápidamente el exceso de agua. Pueden tener que beber de cuatro a cinco veces su masa corporal en líquido al día para obtener suficiente energía. Colibrís y ermitaños son capaces de excretar los residuos de nitrógeno como amoníaco ya que pueden permitirse una mayor perdida de agua, que las aves que se alimentan de alimentos con poca cantidad de humedad. Los colibrís, ermitaños y suimangas tienen también adaptaciones fisiológicas y anatómicas que les ayudan a excretar con rapidez el exceso de agua. Colibrís y ermitaños son capaces de apagar su función renal por la noche.
En algunas aves, como las de la familia Zosteropidae, el polen de las plantas que acaba en la cabeza de las aves incrementa el desgaste de esas plumas, lo que acarrea mudas más frecuentes.

## Otras asociaciones
Numerosas especies de ácaros (principalmente en los géneros Proctolaelaps, Tropicoseius y Rhinoseius, familia Ascidae) han evolucionado hacia un modo de vida forético, en el que se instalan en las narinas de los colibrís y ermitaños que visitan las flores y los usan para desplazarse a otras plantas donde pueden seguir alimentándose de néctar. Estos ácaros favorecen a especies de plantas de las familias Heliconiaceae, Costaceae, Zingiberaceae, Amaryllidaceae, Rubiaceae, Apocynaceae, Bromeliaceae, Gesneriaceae, Lobeliaceae y Ericaceae, las cuales están también asociadas con los colibrís y ermitaños.